# Tháng 4 năm 2010
Tháng 4 năm 2010 bắt đầu vào Thứ Năm và kết thúc sau 30 ngày vào Thứ Sáu.

## Chủ đề:Thời sự
| Thứ năm, ngày 1 tháng 4 |
| - Hàng chục tay súng mở các cuộc tấn công có phối hợp hiếm thấy, nhắm vào hai đồn lính chính phủ ở phía Bắc México, gây ra vụ chạm súng làm thiệt mạng 18 người phía tấn công. |

| Thứ sáu, ngày 2 tháng 4 |
| - Theo nguồn tin từ một nhật báo lớn tại Nga, một góa phụ mới 17 tuổi, có chồng là một dân quân Hồi giáo bị giết chết, là một trong hai người phụ nữ nổ bom tự sát tấn công hệ thống xe điện ngầm ở Moskva ngày 29/3, 2010. Tổng thống Nga, Dmitry Anatolyevich Medvedev, loan báo các biện pháp mới nhằm tiêu diệt thành phần khủng bố. - Trong buổi thánh lễ vào ngày Thứ sáu Tuần Thánh được cử hành tại Vương cung thánh đường Thánh Phêrô tại Roma, cha Raniero Cantalamessa, trong cương vị chủ lễ so sánh các lời chỉ trích nhắm vào giáo hội liên quan đến các vụ vi phạm tình dục như là "một sự chịu đựng của tập thể người Do Thái trước bạo lực". - Ðúng 35 năm sau ngày những chuyến không vận đầu tiên bốc trẻ mồ côi ra khỏi Việt Nam, gần 100 người trong số này tụ tập hội ngộ tại Sài Gòn. Chiến dịch Babylift là một chương trình được Tổng thống Gerald Ford đích thân cho phép, Hoa Kỳ không vận bốc hơn 2.500 trẻ em mồ côi ra khỏi Việt Nam trong những ngày cuối cùng của cuộc Chiến tranh Việt Nam. |

| Thứ bảy, ngày 3 tháng 4 |
| - Hàng ngàn người biểu tình chống chính phủ tràn ngập khu thương mại ở trung tâm thủ đô Bangkok, buộc nhiều thương xá lớn phải đóng cửa, và không rời khỏi nơi đây cho đến khi nào thủ tướng giải tán nghị viện và tổ chức bầu cử lại. Chính phủ ra lệnh cho họ phải rời khỏi nơi này trong ngày. |

| Chủ nhật, ngày 4 tháng 4 |
| - Tàu chở than Shen Neng 1 đi lạc ra ngoài hải lộ và mắc cạn trong vùng biển được bảo vệ môi sinh, rò rỉ dầu ở khu đảo san hô nổi tiếng rạn san hô Great Barrier của Úc và có nguy cơ nứt bể. Nhưng đến ngày 12/4, giới hữu trách Úc đưa được chiếc tàu khỏi khu rạn san hô, tránh được một thảm họa môi sinh lớn lao. Nếu tàu này và số than trên đó chìm xuống biển, môi sinh Thái Bình Dương sẽ bị ảnh hưởng trầm trọng. |

| Thứ hai, ngày 5 tháng 4 |
| - Phiến quân Hồi giáo Tehrik-e-Taliban Pakistan dùng xe bom và lựu đạn tấn công Tòa Lãnh sự Hoa Kỳ ở Peshawar, vùng Tây Bắc Pakistan, làm ba người thiệt mạng, chỉ ít giờ sau khi 41 người chết trong một vụ nổ bom tự sát ở một cuộc mít tinh chính trị trong vùng. - Một tay nổ bom tự sát tấn công trạm cảnh sát trong một tỉnh Ingushetiya nhiều biến động của Nga, làm thiệt mạng hai cảnh sát viên và làm bị thương hai người khác, trong khi cuộc nổi dậy của thành phần Hồi giáo tiếp tục lan ra khắp nơi. - Hơn 5.000 người tràn ngập khu vực trung tâm thủ đô Ulan Bator của Mông Cổ để đòi giải tán Quốc hội và chính quyền phải phân phối các trợ giúp cho dân chúng như hứa hẹn. Đây là hậu quả các cuộc bạo động vào tháng 7 năm 2008 phản đối tình trạng gian lận bầu cử. |

| Thứ ba, ngày 6 tháng 4 |
| - Thành phần phiến quân cộng sản theo khuynh hướng Mao Trạch Đông mở một loạt các cuộc phục kích các toán tuần tiễu chính phủ trong khu vực rừng rậm ở phía Ðông Ấn Ðộ, giết chết ít nhất 75 người trong đợt tấn công gây thiệt hại nặng nề nhất từ 43 năm qua. - Có ít nhất bảy vụ nổ bom ở các khu nhà chung cư và chợ tại thủ đô Bagdad của Iraq, khiến 49 người chết và hơn 160 người bị thương. - Thành Vatican ra sức bảo vệ Ðức Giáo hoàng Biển Đức XVI, nói rằng những cáo buộc ngài bao che hành động của những linh mục phạm tội ấu dâm, nằm trong chiến dịch "thù ghét" bài Công giáo, nhắm vào Ðức Giáo hoàng vì ngài chống lại phá thai và hôn nhân đồng tính. |

| Thứ tư, ngày 7 tháng 4 |
| - Một trận động đất 7,7 làm rung chuyển phía Tây Bắc đảo Sumatra sáng sớm. Tiếp theo là một đợt sóng ngầm ngắn báo động, khiến dân cư thoát chạy lên vùng đất cao hơn. Có 21 người bị thương. - Lực lượng Hải quân của Liên minh châu Âu nói hải tặc Somalia cướp chiếc tàu Yasin C của Thổ Nhĩ Kỳ với thủy thủ đoàn 25 người trên tàu, một ngày sau khi một con tin bị chết đuối trong một vụ đối đầu khác giữa các lực lượng hải quân và một chiếc tàu bị hải tặc cướp. Lưu trữ ngày 11 tháng 4 năm 2010 tại Wayback Machine - Theo bản tin của Nhóm Phóng viên Tự do của Khối 8406, về lời đề nghị của bà Deanna Horton, đại sứ Canada tại Hà Nội, với Linh mục Nguyễn Văn Lý, tù nhân lương tâm được tạm tha để chữa bệnh ở Huế, cha Lý từ chối lời đề nghị của Canada sang đây chữa trị. Lưu trữ ngày 8 tháng 4 năm 2011 tại Wayback Machine |

| Thứ năm, ngày 8 tháng 4 |
| - Từ nơi đang lẩn trốn, Tổng thống Kurmanbek Bakiyev của Kyrgyzstan tuyên bố ông sẽ không đầu hàng trước cuộc nổi dậy đẫm máu đưa phía đối lập vào vị thế kiểm soát phần lớn quốc gia này, nơi có đặt một căn cứ Không quân Hoa Kỳ rất quan trọng đối với cuộc chiến ở Afghanistan trong khu vực này. - Hơn 200 người bị chôn vùi dưới hàng tấn bùn đất và thiệt mạng sau khi một khu nhà ổ chuột xây trên khu đất từng là bãi rác bị sụt xuống trong vụ đất chuồi tại ngoại ô Rio de Janeiro, Brasil. |

| Thứ sáu, ngày 9 tháng 4 |
| - Một phi cơ loại Osprey của Không quân Hoa Kỳ rớt trong vùng Ðông Nam Afghanistan, làm thiệt mạng ba quân nhân và một nhân viên dân sự làm việc theo giao kèo. Ðây là tổn thất đầu tiên trên chiến trường của loại phi cơ đắt tiền, có thể cất cánh lên thẳng như một trực thăng rồi sau đó bay như một phi cơ cánh sải bình thường. Lưu trữ ngày 13 tháng 6 năm 2010 tại Wayback Machine |

| Thứ bảy, ngày 10 tháng 4 |
| - Quân đội và người biểu tình hỗn chiến trên đường phố thủ đô Bangkok của Thái Lan, lựu đạn cay, đạn cao su và cả đạn thật được sử dụng, tuy nhiên sau cùng quân đội rút lui trước sự chống trả của dân chúng. Theo nguồn tin từ giới chức bệnh viện, có 18 người thiệt mạng, gồm một phóng viên người Nhật, 12 thường dân và năm binh sĩ. Ngoài ra còn có khoảng 700 người bị thương phải vào bệnh viện cấp cứu. - Tổng thống Ba Lan Lech Kaczyński và một số giới chức dân sự cùng quân sự cao cấp nhất của quốc gia này thiệt mạng khi chiếc phi cơ của tổng thống bị rớt gần Smolensk ở vùng Tây nước Nga, làm chết toàn bộ 96 người trên máy bay. - Theo tờ The Miami Herald, nhà nữ ngoại giao Yusimil Casanas của Cuba, 25 tuổi, biến mất cùng với chồng Michel Rojas, 32 tuổi, khỏi nhiệm sở ở Tòa Ðại sứ Cuba ở Thành phố México vào ngày 17 tháng 3 nói với thân nhân của họ rằng đang "an toàn ở Mỹ." |

| Thứ ba, ngày 13 tháng 4 |
| - Tổng thống Barack Obama tuyên bố trước các nhà lãnh đạo 47 quốc gia trên thế giới tham dự Hội nghị Thượng đỉnh An ninh Nguyên tử ở Washington, D.C. rằng nguy cơ xảy ra cuộc tấn công nguyên tử, không giữa hai quốc gia có tranh chấp, nhưng từ phía thành phần khủng bố, đang trên đà gia tăng dù rằng thời kỳ Chiến tranh Lạnh đã đi qua. - Khoảng 25 phiến quân thuộc nhóm Hồi giáo Abu Sayyaf giả dạng binh sĩ và cảnh sát chính phủ cho nổ bom và bất ngờ nổ súng trong một loạt các cuộc tấn công đồng loạt vào thành phố Isabela trên đảo Basilan ở phía Nam Philippines, gây ra các cuộc đụng độ khiến ít nhất 12 người thiệt mạng. - Một chuyến bay nội địa ở Indonesia suýt trở nên thảm họa, sau khi chiếc Boeing 737 của hãng hàng không Merpati chở theo 100 hành khách bị vỡ khi vừa đáp xuống đường băng ở phi trường quốc nội Rendani ở Manokwari, Tây Papua, rồi va vào cây và trượt vào một con sông cạn, khiến 70 người bị thương. |

| Thứ tư, ngày 14 tháng 4 |
| - Một loạt các cuộc động đất làm sụp đổ các tòa nhà khắp Châu tự trị dân tộc Tạng Ngọc Thụ, ở nơi hẻo lánh và làm thiệt mạng hơn 2600 người, 85 phần trăm nhà cửa nơi này bị phá hủy. |

| Thứ năm, ngày 15 tháng 4 |
| - Hàn Quốc trục lên một phần của chiến hạm Cheonan từ đáy biển, gần ba tuần sau khi chiếc tàu này bỗng nhiên phát nổ và chìm với vài chục thủy thủ bị kẹt bên trong. Các nhân viên trục vớt cũng tìm thấy xác của 36 người trong thủy thủ đoàn bên trong thân tàu được đưa lên. |

| Thứ sáu, ngày 16 tháng 4 |
| - Tro bụi do núi lửa phun lên rơi lả tả xuống nhiều nơi trong vùng Bắc Âu và làm gián đoạn hàng không khiến hàng ngàn chiếc phi cơ phải nằm đợi trên phi đạo để tránh các đám mây đầy nguy hiểm này. Tình trạng hỗn loạn trong kỹ nghệ du lịch hàng không xảy ra khắp các thành phố lớn ở Châu Âu và Liên Hợp Quốc cảnh cáo về nguy cơ ảnh hưởng đến sức khỏe do tro bụi từ trời. |

| Thứ bảy, ngày 17 tháng 4 |
| - Lính Campuchia và lính Thái Lan nổ súng qua lại trong thời gian ngắn ở vùng biên giới, trong một loạt các vụ đụng độ giữa hai quốc gia láng giềng. - Hai kẻ ôm bom tự sát mặc đồ trùm đầu tấn công những người vừa chạy tránh nạn cuộc tấn công của Pakistan đánh vào Taliban ở gần biên giới Afghanistan, gây thiệt mạng cho 41 người khi họ xếp hàng nhận thực phẩm và những đồ nhu yếu khác. - 100.000 người Ba Lan đứng chật công trường lớn nhất thủ đô để dự lễ truy điệu cho 96 nạn nhân bị thiệt mạng vì tai nạn máy bay một tuần trước đó. |

| Thứ hai, ngày 19 tháng 4 |
| - Lực lượng hỗn hợp Hoa Kỳ và Iraq hạ sát hai lãnh tụ cao cấp của al-Qaeda tại Iraq là Abu Omar al-Baghdadi và Abu Ayyub al-Masri trong một cuộc tấn công ban đêm vào một nơi trú ẩn an toàn của phiến quân gần thành phố Tikrit, quê nhà của Saddam Hussein. |

| Thứ ba, ngày 20 tháng 4                                                                                              |
| - An ninh Hàn Quốc bắt hai gián điệp Triều Tiên, đang âm mưu ám sát một viên chức đào tẩu cao cấp là Hwang Jang-Yop. |

| Thứ tư, ngày 21 tháng 4 |
| - Chiếc tàu hàng Voc Daisy do công ty ở Liberia làm chủ, mang cờ hiệu Panama, bị bốn hải tặc Somalia trang bị súng AK-47 và súng phóng lựu chặn bắt và cướp cùng với 21 người trong thủy thủ đoàn ngoài khơi Oman ở khu vực 300 km ngoài vùng biển có chiến hạm quốc tế tuần tiễu để bảo vệ tàu tư nhân. Ðây là vụ cướp tàu thứ tư trong chưa đầy một tuần lễ. |

| Thứ năm, ngày 22 tháng 4 |
| - Kỷ niệm năm thứ 40 của Ngày Ðịa Cầu được tổ chức ở khắp nước Mỹ và nhiều nơi trên thế giới. Lưu trữ ngày 7 tháng 12 năm 2010 tại Wayback Machine - Hai hỏa tiễn do Nga chế tạo, không biết từ đâu bắn tới, rơi vào một kho hàng đông lạnh tại cảng Aqaba của Jordan bên bờ Biển Đỏ. |

| Thứ sáu, ngày 23 tháng 4 |
| - Một loạt các vụ nổ bom tại Bagdad, Iraq, đa số nhắm vào tín đồ giáo phái Shiite, làm thiệt mạng ít nhất 85 người chỉ trong vòng hai ngày, chỉ ít ngày sau khi lực lượng Hoa Kỳ và Iraq hạ sát hai cấp chỉ huy hàng đầu của nhóm al-Qaeda tại Iraq. - Các tay sát thủ phục kích hai chiếc xe cảnh sát ngay ngã tư đông đảo người qua lại trong thành phố Ciudad Juárez đầy bạo động vì ma túy này, tại tiểu bang Chihuahua của México, làm thiệt mạng bảy cảnh sát viên và một thiếu nữ 17 tuổi vô can. |

| Thứ bảy, ngày 24 tháng 4 |
| - Cầu Cần Thơ, cây cầu dây văng có nhịp chính dài nhất tại khu vực Đông Nam Á, Lưu trữ ngày 29 tháng 5 năm 2006 tại Wayback Machine làm lễ khánh thành và ngay sau lễ sẽ mở cho xe cộ qua lại. Cây cầu bắc qua sông Hậu, nối thành phố Cần Thơ và tỉnh Vĩnh Long, Việt Nam, từng bị sập trong lúc xây cất năm 2007 khiến hàng chục người chết. - Các tay súng võ trang tiểu liên, súng phóng lựu tấn công một đoàn xe chở viên chức an ninh cao cấp nhất tiểu bang Michoacan ở vùng Tây Mexico, làm thiệt mạng bốn người và bị thương 10 người khác trong cuộc phục kích táo bạo thứ nhì chỉ trong vài ngày. |

| Thứ hai, ngày 26 tháng 4 |
| - Hàn Quốc điều tra xem phải chăng vị tướng Kim Myong Guk bị giáng chức của Cộng hòa Dân chủ Nhân dân Triều Tiên, được phục chức trở lại nhờ công trạng đánh chìm chiếc tàu chiến Cheonan. - Ðại sứ Anh tại Yemen, Tim Torlot (Timothy Torlot), may mắn thoát chết trong vụ tấn công tự sát khi một thanh niên trẻ mặc đồng phục học sinh cho nổ quả bom mang theo người gần chiếc xe bọc sắt chống đạn của ông trong khu nghèo khổ ở thủ đô Sana'a. |

| Thứ ba, ngày 27 tháng 4 |
| - Hàn Quốc chính thức đánh dấu việc hoàn tất bức tường Saemangeum lấn biển dài nhất thế giới, bước đầu tiên của một kế hoạch lớn lao nhằm lấy đất từ biển để dùng vào mục tiêu du lịch, kỹ nghệ và canh nông vào năm 2020. - Một thẩm phán Pháp ra lệnh tống giam nhà cựu độc tài Manuel Noriega của Panama, trong khi chờ đợi một cuộc xét xử về việc rửa tiền, một quyết định được đưa ra chỉ vài giờ sau khi ông Noriega bị trục xuất từ Hoa Kỳ, sau hai thập niên bị giam cầm trong một nhà tù ở Miami, Florida. - Các nghị viên đánh đấm, ném trứng vào nhau và ném bom khói bên trong nghị viện Ukraina tạo cảnh hỗn loạn trong cuộc bỏ phiếu cho phép Hải quân Nga sử dụng một quân cảng ở bờ Biển Đen. |

| Thứ tư, ngày 28 tháng 4 |
| - Tổ chức Ân xá Quốc tế công bố một bản báo cáo có tên "Những nạn nhân vô hình: di dân tại Mexico" nói rõ những khổ ải mà người di dân từ Trung Mỹ phải gánh chịu khi vượt biên giới phía Nam giữa Guatemala và México, trên đường tiến về phía Bắc để vào Hoa Kỳ. Lưu trữ ngày 5 tháng 5 năm 2010 tại Wayback Machine |

| Thứ sáu, ngày 30 tháng 4 |
| - Hội chợ Thế giới Expo 2010 khai mạc ở Thượng Hải và sẽ kéo dài tới 31 tháng 10, ước lượng sẽ thu hút một tổng số khách tới xem từ 70 đến 100 triệu người. |